# Kvacksalverilagen
Lag om förbud i vissa fall mot verksamhet på hälso- och sjukvårdens område (SFS (1960:409)), populärt kallad "kvacksalverilagen" var en svensk lag. Lagen upphävdes den 1 januari 1999, och dess bestämmelser överfördes då till Lagen om yrkesverksamhet på hälso- och sjukvårdens område (SFS (1998:531)). Denna lag har i sin tur ersatts av Patientsäkerhetslagen (SFS (2010:659)).
Bestämmelserna i kvacksalverilagen gick i korthet ut på att den som inte har legitimerat yrke, oftast läkare, inte får:
- behandla smittsamma sjukdomar upptagna i smittskyddslagen (till exempel HIV, tuberkulos med flera)
- behandla cancer, diabetes eller epilepsi
- behandla sjukliga tillstånd i samband med graviditet eller förlossning
- använda allmän bedövning (sövning), lokalbedövning genom injektion, eller hypnos, innan undersökning eller behandling
- använda radiologiska metoder (röntgen, medicinsk strålning)
- undersöka eller behandla barn under 8 år
- utan personlig undersökning lämna skriftliga råd eller anvisningar om behandling
- prova ut eller tillhandahålla kontaktlinser